# Le Mal de vivre (chanson)
Pour les articles homonymes, voir Le Mal de vivre.
Pistes de Le Mal de vivre et Barbara singt Barbara
Si la photo est bonne
Le Mal de vivre est une chanson française de l'autrice-compositrice-interprète-pianiste Barbara et parue en 1965 sur l'album éponyme Le Mal de vivre.

## Genèse
Lors de son lancement en 1964, le deuxième album des chansons de Barbara, paru chez Philips, se dénomme simplement Barbara « N°2 », il portera ensuite le nom de cette chanson qui figure en tête de la liste, sur la face A. Contre toute attente, les chansons Göttingen et Une petite cantate auront la faveur du public, laissant ce côté cette première chanson qui rencontrera moins de succès.

## Contenu
Quelquefois présentée comme une des plus belles chansons de Barbara, celle-ci évoque de façon lucide et poétique les dépressions récurrentes dont elle a souffert durant tout sa vie.
Paradoxalement sa chanson se termine de façon assez singulière, indiquant que l'artiste est autant en prise avec un certain mal de vivre que quelquefois par la joie : 
«  Sans prévenir çà arrive

Un matin au réveil

C’est presque rien

Mais c’est là

Cà vous émerveille

Au creux des reins

La joie de vivre » !  »

## Distribution
La chanson est sortie sur plusieurs 45 tours distribué par Philips en 1965.
1. Disque 373.639 - Le mal de vivre / Toi l'homme
2. Disque 373 ??? - Le mal de vivre / Tous les passants
3. Disque 437.225 - Le mal de vivre / Si la photo est bonne - Tous les passants

Elle est également sortie en album 33 tours (en octobre 1965) sous le titre Barbara (1965 - Philips 30 cm : 77.859 / 840.575 - France / Canada)

## Reprises
- Jean Guidoni : Album de compilation (long box) CD4 Le mal de vivre, 2002, CD Mercury  (EAN 0044006330723).
- Pierre Lapointe : Album Paris tristesse (chanson n°14), 2014, Belleville Music Audiogram.

## Hommages
- Le spectacle Vaille que vivre de Juliette Binoche (voix) et Alexandre Tharaud (piano), interprété dans le cadre du Festival d'Avignon en 2017 reprend des extraits du livre inachevé de Barbara repris du livre Il était un piano noir..., Mémoires interrompus, le titre du spectacle s'inspirant du titre de cette chanson[4].